# Big Boy Restaurants (amerikansk snabbmatskedja)
 För andra betydelser, se Big Boy.

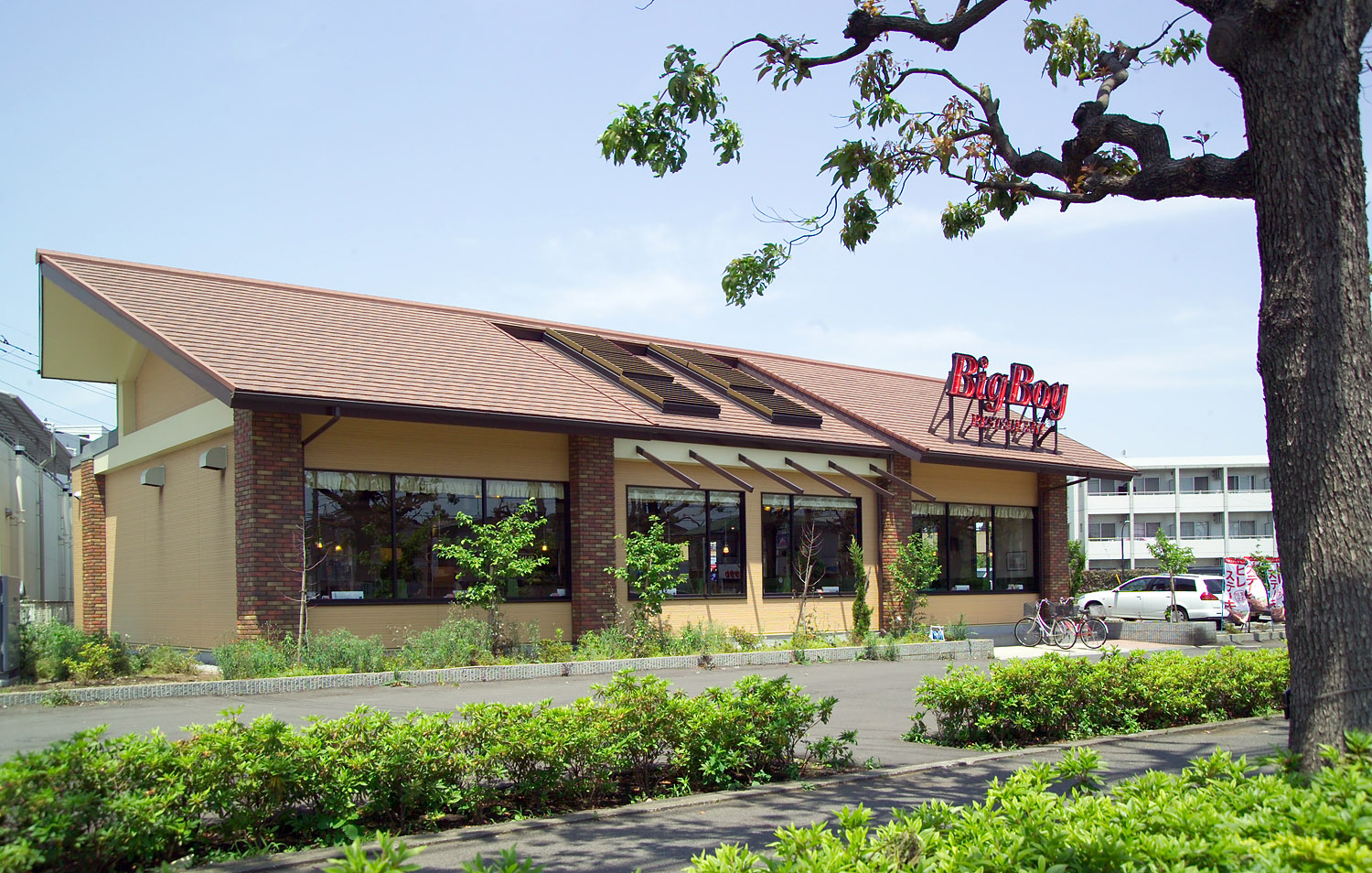
Big Boy i Chōfu i Tokyo i Japan.

Big Boy är ett amerikanskt företag som säljer snabbmat, främst hamburgare. Man säljer även pajer. 
Det finns mer än 450 restauranger i USA, Kanada och Japan. Företagets är känt för sin maskot och varumärke Big boy, en pojke i röda snickarbyxor som håller upp en hamburgare. 
Big Boy grundades 1936 av Bob Wian i Glendale i Kalifornien under namnet Bob's Big Boy. Förlagan till Big Mac skapades av Big Boys grundare Bob Wian 1936 och hans Bob's Pantry, det som senare blev Big Boy. Kedjan köptes upp av Marriott 1967 och 1987 övertog Elias Brothers kedjan och flyttade samtidigt huvudkontoret till Warren i Michigan. När Elias Brothers gick i konkurs 2000 tog Robert Liggett Jr. över kedjan och gav företaget det nya namnet Big Boy Restaurants International.
Den svenska hamburgerkedjan Big Boy är helt fristående, och inte relaterat till det amerikanska företaget.